# Serratella longipennis
Serratella longipennis is een haft uit de familie Ephemerellidae. De wetenschappelijke naam van de soort is voor het eerst geldig gepubliceerd in 1997 door Zhou, Gui & Su.
De soort komt voor in het Palearctisch gebied.